# Probo (cônsul em 502)
Probo (em latim: Probus) foi um oficial bizantino do século VI, ativo durante o reinado dos imperadores Anastácio I (r. 491–518), Justino I (r. 518–527) e Justiniano (r. 527–565).

## Vida
Probo era sobrinho de Anastácio I e primo de Hipácio e Pompeu. É possível que foi filho de Magna e Paulo. Aparece pela primeira vez em 502, quando foi nomeado cônsul ao lado de Rúfio Magno Fausto Avieno Júnior. Era íntimo do monge e futuro patriarca antioqueno Severo (r. 512–538) e foi ele quem apresentou-o ao imperador, talvez em Constantinopla em 508 quando Severo visitou a capital. O nome de Probo aparece ao lado do de Hipácio na lista de dignitários proeminentes nomeados por aclamação para participar do inquérito sobre Pedro de Apameia que ocorreu no começo de 519 em Apameia diante de Eutiquiano. Em 526, foi destinatário de uma carta de Severo de Antioquia escrita em seu exílio, na qual foi chamado estratelate (talvez uma alusão à posição de mestre dos soldados). Sob Justino I (r. 518–527) enviou-o numa embaixada aos hunos. Probo partiu com uma soma em dinheiro para contratar tropas entre os hunos para proteger o Reino da Ibéria dos ataques do Império Sassânida, mas ao chegar no território estrangeiro encontrou missionários e parece que ficou algum tempo com eles, com consentimento de Justino, ajudando-os. Pela época que realizou esta embaixada, Probo já era um patrício.
Talvez em 528, foi acusado de difamar Justiniano (r. 527–565). A questão foi levada diante do consistório, mas rasgou os documentos e perdoou-o abertamente. Quando a Revolta de Nica eclodiu em 532, Probo suspeitou que a massa proclamaria-o imperador e deixou sua casa para não ser encontrado; Conde Marcelino, contudo, alegou que Probo foi um ativo rebelde ao lado de Hipácio e Pompeu. Teófanes, o Confessor registrou que sua residência perto do porto de Juliano foi incendiada pela multidão. Foi exilado por Justiniano após a revolta ser suprimida e sua propriedade foi confiscada, mas em 533 foi reconvocado e sua propriedade foi restaurada. Ainda estava vivo em 542 e vivia em Constantinopla. Entre 540-542, forneceu alojamento em sua casa para João do Éfeso e um sacerdote chamado Paulo. Segundo várias fontes, Probo era um monofisista.